# Liste der Hummeln Österreichs
Die Liste der Hummeln Österreichs enthält die in Österreich vorkommenden Hummelarten. Es werden alle 45 Arten aufgelistet, von denen das österreichische Umweltbundesamt den RL-Status in der Roten Liste gefährdeter Tierarten angibt.
In Österreich wurde im Jahr 2024 der Gefährdungsstatus der Hummeln zuletzt evaluiert. Bei der IUCN und in der Roten Liste Österreichs gibt es folgende Gefährdungsstatus:
| Status | IUCN                                                  | Rote Liste Österreich |
| ------ | ----------------------------------------------------- | --- |
|        | ausgestorben (engl. extinct)                          | Ein Taxon gilt als ausgestorben, wenn kein begründeter Zweifel besteht, dass das letzte Individuum tot ist. Ein Taxon gilt aus ausgestorben, wenn erschöpfende Erhebungen im bekannten oder vermuteten Lebensraum, zu geeigneten Tages- und Jahreszeiten über das gesamte ehemalige Verbreitungsgebiet keine Individuennachweise erbrachten. Die Erhebungen sollten sich über einen Zeitrahmen erstrecken, die dem Lebenszyklus und Lebensformtyp des Taxons angemessen ist. |
|        | in der Natur ausgestorben (engl. extinct in the wild) | Es gibt lediglich Individuen in Kultur, in Gefangenschaft oder in eingebürgerten Populationen außerhalb des natürlichen Verbreitungsgebietes. |
| 0RE    | regional ausgestorben (engl. regionally extinct)      | Ein Taxon gilt als regional ausgestorben, wenn kein begründeter Zweifel besteht, dass das letzte fortpflanzungsfähige Individuum in Österreich tot oder verschwunden ist, oder, im Falle einer früheren Gastart, Individuen das österreichische Gebiet nicht mehr aufsuchen. |
|        | vom Aussterben bedroht (engl. critically endangered)  | 50 % Aussterbenswahrscheinlichkeit in 10 Jahren oder 3 Generationen (maximal 100 Jahre). |
|        | stark gefährdet (engl. endangered)                    | 20 % Aussterbenswahrscheinlichkeit in 20 Jahren oder 5 Generationen (maximal 100 Jahre). |
|        | gefährdet (engl. vulnerable)                          | 10 % Aussterbenswahrscheinlichkeit in 100 Jahren. |
|        | potenziell gefährdet (engl. near threatened)          | Weniger als 10 % Aussterbenswahrscheinlichkeit in 100 Jahren, aber negative Bestandsentwicklung und hohe Aussterbensgefahr in Teilen des Gebietes. |
|        | nicht gefährdet (engl. least concern)                 | Weniger als 10 % Aussterbenswahrscheinlichkeit in 100 Jahren, weitere Attribute wie unter NT treffen nicht zu. |
|        | ungenügende Datengrundlage (engl. data deficient)     | Die vorliegenden Daten lassen keine Einstufung in die einzelnen Kategorien zu. |
|        | nicht beurteilt (engl. not evaluated)                 | Die Art wurde nicht eingestuft. |

Die folgende Tabelle zeigt für jede Hummel-Art Österreichs, sofern vorhanden, je ein Bild in freier Natur und je ein Bild mit ausgebreiteten Flügeln (sogenannte Spezimen). Es lassen sich die einzelnen Arten aber vor allem durch die Form ihrer Genitalien unterscheiden, worauf aber in diesem Artikel nicht eingegangen wird. Zusätzlich werden die deutschen Namen, die wissenschaftlichen Namen, die Erstbeschreiber (Autoren), die Wikidata-Links (die farbigen Balken) und die Gefährdungsstatus der IUCN bzw. des österreichischen Umweltbundesamts angegeben.

## Gattung:Hummeln– Bombus
| Bild           | deutscher Name                                          | wissenschaftlicher Name, Autor und Wikidata-Link                  | Spezimen                        | IUCN-RL | RL-Status |
| -------------- | ------------------------------------------------------- | ----------------------------------------------------------------- | ------------------------------- | ------- | --------- |
| weitere Bilder | Alpenhummel                                             | Bombus alpinus (Linnaeus, 1758)                                   | Bombus alpinus – Spezimen       | [ 2 ]   | EN        |
| weitere Bilder | Tonerdhummel, Lehmhummel                                | Bombus argillaceus (Scopoli, 1763)                                |                                 | [ 3 ]   | NT        |
| weitere Bilder | Armeniacushummel, Kaukasushummel                        | Bombus armeniacus Radoszkowski, 1877                              |                                 | [ 4 ]   | RE        |
| weitere Bilder | Bärtige Kuckuckshummel                                  | Bombus barbutellus (Kirby, 1802)                                  |                                 | [ 5 ]   | LC        |
| weitere Bilder | Böhmische Kuckuckshummel                                | Bombus bohemicus Seidl, 1837                                      | Bombus bohemicus – Spezimen     | [ 6 ]   | LC        |
| weitere Bilder | Feld-Kuckuckshummel                                     | Bombus campestris, Syn.: Psithyrus campestris (Panzer, 1801)      | Bombus campestris – Spezimen    | [ 7 ]   | LC        |
| weitere Bilder | Samthummel                                              | Bombus confusus Schenck, 1859                                     |                                 | [ 8 ]   | EN        |
| weitere Bilder | Heide-Erdhummel                                         | Bombus cryptarum (Fabricius, 1775)                                | Bombus cryptarum – Spezimen     | [ 9 ]   | LC        |
| weitere Bilder | Deichhummel                                             | Bombus distinguendus Morawitz, 1869                               | Bombus distinguendus – Spezimen | [ 10 ]  | CR        |
| weitere Bilder | Gelbliche Kuckuckshummel                                | Bombus flavidus Eversmann, 1852                                   | Bombus flavidus – Spezimen      | [ 11 ]  | EN        |
| weitere Bilder | Dufthummel, Fragranshummel, Steppenhummel               | Bombus fragrans (Pallas, 1771)                                    |                                 | [ 12 ]  | RE        |
| weitere Bilder | Eisenhuthummel                                          | Bombus gerstaeckeri, Syn.: Megabombus gerstaeckeri Morawitz, 1881 | Bombus gerstaeckeri – Spezimen  | [ 13 ]  | LC        |
| weitere Bilder | Bluthummel                                              | Bombus haematurus Kriechbaumer, 1870                              |                                 | [ 14 ]  | LC        |
| weitere Bilder | Gartenhummel                                            | Bombus hortorum (Linnaeus, 1761)                                  | Bombus hortorum – Spezimen      | [ 15 ]  | LC        |
| weitere Bilder | Veränderliche Hummel                                    | Bombus humilis, Syn.: Megabombus humilis Illiger, 1806            | Bombus humilis – Spezimen       | [ 16 ]  | LC        |
| weitere Bilder | Baumhummel                                              | Bombus hypnorum (Linnaeus, 1758)                                  | Bombus hypnorum – Spezimen      | [ 17 ]  | LC        |
| weitere Bilder | Unerwartete Hummel                                      | Bombus inexspectatus (Tkalců, 1963)                               |                                 | [ 18 ]  | CR        |
| weitere Bilder | Heidehummel                                             | Bombus jonellus (Kirby, 1802)                                     | Bombus jonellus – Spezimen      | [ 19 ]  | LC        |
|                | Laesus-Hummel                                           | Bombus laesus Morawitz in Fedtschenko, 1875                       |                                 | [ 20 ]  | RE        |
| weitere Bilder | Steinhummel                                             | Bombus lapidarius (Linnaeus, 1758)                                | Bombus lapidarius – Spezimen    | [ 21 ]  | LC        |
| weitere Bilder | Hellgelbe Erdhummel, Helle Erdhummel                    | Bombus lucorum (Linnaeus, 1761)                                   | Bombus lucorum – Spezimen       | [ 22 ]  | LC        |
| weitere Bilder | Trughummel                                              | Bombus mendax Gerstaecker, 1869                                   |                                 | [ 23 ]  | VU        |
| weitere Bilder | Berghummel                                              | Bombus mesomelas Gerstaecker, 1869                                |                                 | [ 24 ]  | EN        |
| weitere Bilder | Berglandhummel, Nordische Hummel                        | Bombus monticola Smith, 1849                                      | Bombus monticola – Spezimen     | [ 25 ]  | LC        |
| weitere Bilder | Grauweiße Hummel                                        | Bombus mucidus Gerstaecker, 1869                                  |                                 | [ 26 ]  | NT        |
| weitere Bilder | Mooshummel                                              | Bombus muscorum (Linnaeus, 1758)                                  | Bombus muscorum – Spezimen      | [ 27 ]  | EN        |
| weitere Bilder | Norwegische Kuckuckshummel                              | Bombus norvegicus (Sparre-Schneider, 1918)                        | Bombus norvegicus – Spezimen    | [ 28 ]  | VU        |
| weitere Bilder | Ackerhummel                                             | Bombus pascuorum (Scopoli, 1763)                                  | Bombus pascuorum – Spezimen     | [ 29 ]  | LC        |
| weitere Bilder | Obsthummel                                              | Bombus pomorum (Panzer, 1805)                                     |                                 | [ 30 ]  | CR        |
| weitere Bilder | Wiesenhummel                                            | Bombus pratorum (Linnaeus, 1761)                                  | Bombus pratorum – Spezimen      | [ 31 ]  | LC        |
| weitere Bilder | Pyrenäenhummel                                          | Bombus pyrenaeus Pérez, 1880                                      |                                 | [ 32 ]  | LC        |
| weitere Bilder | Vierfarbige Kuckuckshummel                              | Bombus quadricolor (Lepeletier, 1832)                             | Bombus quadricolor – Spezimen   | [ 33 ]  | EN        |
| weitere Bilder | Grashummel                                              | Bombus ruderarius (Müller, 1776)                                  | Bombus ruderarius – Spezimen    | [ 34 ]  | NT        |
| weitere Bilder | Feldhummel                                              | Bombus ruderatus (Fabricius, 1775)                                |                                 | [ 35 ]  | EN        |
| weitere Bilder | Felsen-Kuckuckshummel, Rotschwarze Kuckuckshummel       | Bombus rupestris, Syn.: Psithyrus rupestris (Fabricius, 1793)     | Bombus rupestris – Spezimen     | [ 36 ]  | LC        |
| weitere Bilder | Taigahummel                                             | Bombus semenoviellus Skorikov, 1910                               | Bombus semenoviellus – Spezimen | [ 37 ]  | DD        |
| weitere Bilder | Höhenhummel                                             | Bombus sichelii Radoszkowski, 1859                                |                                 | [ 38 ]  | LC        |
| weitere Bilder | Glockenblumen-Hummel, Distelhummel, Glockenblumenhummel | Bombus soroeensis (Fabricius, 1777)                               | Bombus soroeensis – Spezimen    | [ 39 ]  | LC        |
| weitere Bilder | Grubenhummel                                            | Bombus subterraneus (Linnaeus, 1758)                              | Bombus subterraneus – Spezimen  | [ 40 ]  | CR        |
| weitere Bilder | Waldhummel, Bunthummel, Bunte Hummel                    | Bombus sylvarum (Linnaeus, 1761)                                  | Bombus sylvarum – Spezimen      | [ 41 ]  | NT        |
| weitere Bilder | Wald-Kuckuckshummel                                     | Bombus sylvestris (Lepeletier, 1832)                              | Bombus sylvestris – Spezimen    | [ 42 ]  | LC        |
| weitere Bilder | Dunkle Erdhummel                                        | Bombus terrestris (Linnaeus, 1758)                                | Bombus terrestris – Spezimen    | [ 43 ]  | LC        |
| weitere Bilder | Keusche Kuckuckshummel, Gefleckte Kuckuckshummel        | Bombus vestalis (Geoffroy in Fourcroy, 1785)                      | Bombus vestalis – Spezimen      | [ 44 ]  | NT        |
| weitere Bilder | Sandhummel                                              | Bombus veteranus (Fabricius, 1793)                                | Bombus veteranus – Spezimen     | [ 45 ]  | CR        |
| weitere Bilder | Bergwaldhummel                                          | Bombus wurflenii Radoszkowski, 1859                               | Bombus wurflenii – Spezimen     | [ 46 ]  | LC        |